# Fanta-Ghirò, persona bella
Fanta-Ghirò, persona bella è una fiaba popolare italiana.
Lo studioso di folclore Gherardo Nerucci la raccolse nelle sue Sessanta novelle popolari montalesi, edite nel 1880, dalla voce di Luisa vedova Ginanni di Montale Pistoiese. Una versione assolutamente simile, salvo piccole modifiche nella sintassi e nel lessico, fu pubblicata da Vittorio Imbriani  nella sua raccolta La novellaja fiorentina. Riscritta in un italiano scevro da influenze vernacolari, è stata inclusa da Italo Calvino tra le Fiabe italiane, dove occupa la posizione numero 69.
Vi è liberamente ispirata la miniserie televisiva Fantaghirò, diretta da Lamberto Bava e trasmessa su Canale 5 nel 1991, che ha dato vita all'omonimo franchise.

## Trama
Un re con tre figlie femmine (Carolina, Assuntina e Fanta-Ghirò, detta persona bella perché era la più bella di tutte) riceve una dichiarazione di guerra dal sovrano di un paese confinante. Egli si dispera perché, malaticcio com'è, non si sente in grado di comandare l'esercito. Sua figlia Caterina si offre allora di farlo al posto suo: il padre accetta, ma ordina allo scudiero Tonino di ricondurla indietro qualora la figlia esprimesse un pensiero donnesco, cosa che puntualmente avviene. Ciò si ripete con Assuntina; è quindi il turno di Fanta-Ghirò, che invece arriva fino al confine travestita da Dragone. Prima di attaccar battaglia, vuole però avere un abboccamento col re nemico, che è un bel giovanotto. Questi, vedendo Fanta-Ghirò, ha il sospetto che sia una femmina e su consiglio della madre la mette alla prova, prima spingendola a cogliere un fiore e poi osservando il modo in cui taglia il pane, ma lei riesce a ingannarlo assumendo atteggiamenti maschili. Allora la madre gli propone di invitare il sospetto dragone a dormire insieme a lui, offrendogli del vino drogato per poi spogliarlo mentre dorme: anche in questo caso Fanta-Ghirò lo elude scambiando i bicchieri di vino e facendo sì che sia il re a dormire tutta la notte. Infine il re la invita a fare un bagno insieme: anche stavolta Fanta-Ghirò trova il modo di evitare la prova fingendo di ricevere una lettera che la richiamerebbe in patria perché il suo re sarebbe in punto di morte; gli lascia però un biglietto nel quale gli rivela l'inganno.
Il giovane re, ormai innamorato di Fanta-Ghirò e senza più propositi bellicosi, giunge alla reggia di lei chiedendone la mano: si celebrano così le nozze e la pace tra i due regni, che alla morte del padre di Fanta-Ghirò vengono unificati.

## Commento
Il soggetto della fiaba, in cui una giovane donna si dedica ad un'attività prettamente maschile assumendo per questo vestiti e atteggiamenti tipici dell'altro sesso, è presente in diverse altre narrazioni fiabesche, come la fiaba 124 (La prima spada e l'ultima scopa) della stessa raccolta, la fiaba 67 (I dodici cacciatori) dei fratelli Grimm e nel Cunto de li cunti di Giambattista Basile.